# Cruzo los dedos
A Cruzo los dedos (spanyol, jelentése – átvitt értelemben – „Összeteszem a két kezem”) Lucía Pérez galiciai énekesnő ötödik nagylemeze, amely 2011. április 12-én jelent meg Spanyolországban a Warner Music Spain, S.L. kiadó gondozásában, a Radiotelevisión Española (RTVE) spanyol közszolgálati televízióval együttműködésben. A producer és a legtöbb dal szerzője Chema Purón.
Az album válogatás az énekesnő diszkográfiájából (legnagyobb részben a Volar por los tejados című előző lemezéről), melyek az igényesebb pop-rock, illetve folkpop műfajt képviselik. Ezenkívül megtalálható rajta a pörgős, kelta hangzású Que me quiten lo bailao, egyben a bemutatkozó kislemez, amellyel Lucía Spanyolországot képviselte a 2011-es Eurovíziós Dalfesztiválon, valamint a szintén nemzeti döntős Abrázame című ballada. A lemez 12 dala közül az énekesnő tizenegyet spanyolul, egy feldolgozást (Adiós ríos, adiós fontes) pedig szülőhelye regionális nyelvén, galiciaiul ad elő.

## Dallista
| #   | Cím                                                             | Szerző(k)                            | Hossz |
| --- | --------------------------------------------------------------- | ------------------------------------ | ----- |
| 1.  | Que me quiten lo bailao („Azt az élményt nem vehetik el tőlem”) | Rafael Artesero                      | 2:58  |
| 2.  | A ver si aprendo („Hátha megtanulom már”)                       | Chema Purón                          | 3:30  |
| 3.  | Abrázame („Ölelj át”)                                           | Thomas G. Son / Tony Sánchez-Ohlsson | 3:03  |
| 4.  | No sabré darte las gracias („Nem fogom tudni meghálálni neked”) | Chema Purón                          | 3:57  |
| 5.  | ¿Quién te crees que eres? („Mit képzelsz magadról?”)            | Chema Purón                          | 4:15  |
| 6.  | Este amor es tuyo („Ez a szerelem a tied”)                      | Chema Purón                          | 3:53  |
| 7.  | Tu silencio („A hallgatásod”)                                   | Chema Purón                          | 4:05  |
| 8.  | Cruzo los dedos („Összeteszem a két kezem”)                     | Chema Purón                          | 3:13  |
| 9.  | La página 10 („A 10. oldal”)                                    | Chema Purón                          | 4:01  |
| 10. | Perdida en tu equipaje („Elveszve a csomagodban”)               | Alfredo González                     | 3:57  |
| 11. | Probablemente („Valószínűleg”)                                  | Xabier Pérez                         | 3:43  |
| 12. | Adiós ríos, adiós fontes („Viszlát folyók, viszlát források”)   | Rosalía de Castro / Amancio Prada    | 2:45  |

Megjegyzések
- 2. és 6–12. szám: eredetileg a Volar por los tejados (2009) albumon;
- 4. szám: újra felvett változat, eredetileg az El tiempo dirá… (2006) albumon;
- 5. szám: új verzió, eredetileg az Amores y amores… (2003) albumon.

## Zenészek, közreműködők
- Producerek: Chema Purón és a Ten Productions (Que me quiten lo bailao)
- Dobfelszerelés: Raúl Fraile
- Basszus: Óscar Muñoz
- Gitárok: Ovidio López, Jordi Armengol
- Zongora és billentyűzetek: Jorge Villaescusa
- Billentyűzetek: Xabier Ibáñez (kiegészítő: Toni Ten, Jordi Campoy)
- Harmonika: Enrique Pedrón «Palmera»
- Ukelele: André Zanetti
- Hegedű: Oriol Saña
- Galiciai duda, fuvola és dob: Anabel Arias
- Háttérvokálok: Lucía Pérez, Xabier Pérez, Chema Purón; Carlos Torregrosa, Gina Martínez
- Hangmérnökök: Javier García, Vicente Cano, Óscar Martínez
- Keverés és maszterizálás: Bori Alarcón; Xasqui Ten (asszisztens: André Zanetti)

## Köszönetnyilvánítás
| (spanyolul) «Gracias… A los que desde el principio comenzasteis conmigo este largo viaje, y a todos lo que poco a poco os habéis ido “subiendo al carro” para ayudarme a seguir adelante. Hoy, más que nunca, cruzo los dedos para que la suerte nunca nos falte y así poder seguir compartiendo juntos este maravilloso sueño» | (magyarul)„Köszönöm… Azoknak, akik az elejétől elkezdtétek velem ezt a hosszú utazást, és mindazoknak, akik lassacskán »felszálltatok a szekérre«, hogy segítsetek nekem az előrejutásban. Ma, még inkább, mint valaha, összeteszem a két kezem, hogy a szerencse sose hagyjon cserben minket, s így továbbra is együtt tudjunk osztozni e csodálatos álmon.” |
| – Lucía | |

## Külső hivatkozások
- Lucía Pérez-diszkográfia dalmintákkal az énekesnő hivatalos oldaláról
- Lucía Pérez: Que me quiten lo bailao. YouTube
- Lucía Pérez: Abrázame. YouTube